# 伊戈尔·德米特里耶维奇·诺维科夫
伊戈尔·德米特里耶维奇·诺维科夫（俄语：И́горь Дми́триевич Но́виков，1935年11月10日—），俄罗斯（前苏联）理论天体物理学家和宇宙学家。1964年，诺维科夫根据对史瓦西解的计算而提出了白洞这一概念。他还在1980年代中期提出了诺维科夫自洽性原则 ，对时间旅行理论做出了贡献。

## 出版物
- Black Holes and the Universe (translated by Vitaly I. Kisin, Cambridge University Press 1995)
- The River of Time (translated by Vitaly I. Kisin, Cambridge University Press 1998, 2001)
- Il ritmo del tempo (The Rhythm of Time), Di Renzo Editore, Roma, 2006